# Argyreia capitiformis
Argyreia capitiformis är en vindeväxtart som först beskrevs av Poiret, och fick sitt nu gällande namn av Van Ooststroom. Argyreia capitiformis ingår i släktet Argyreia och familjen vindeväxter. Inga underarter finns listade i Catalogue of Life.